# Петросян, Хачик Борисович
Хачи́к Бори́сович Петрося́н (арм. Խաչիկ Պետրոսյան, 1 ноября 1974 Севан)
- 2001 — окончил МГУ. Экономист-менеджер.
- 1993—1995 — заместитель директора по коммерции в государственной снабженческой мелкооптовой торговой фирме N11 (г.Севан).
- 1997—1998 — менеджер, заведующий производством дома приемов пищевого объединения аппарата правительства Армении.
- 1998—2003 — заместитель начальника, начальник службы обслуживания бытовых приборов самолетов ГЗАО «Армянские авиалинии» главного управления гражданской авиации Армении, начальник спецслужбы авиационной безопасности международного аэропорта «Звартноц», менеджер коммерческой службы ГЗАО «Армянские авиалинии», директор службы обслуживания пассажиров.
- 2003—2007 — был депутатом парламента. Член постоянной комиссии по обороне, национальной безопасности и внутренним делам. Член партии «Оринац Еркир».
- 12 мая 2007 — вновь избран депутатом. Член постоянной комиссии по обороне, национальной безопасности и внутренним делам. Член партии «Оринац Еркир».